# Erica Barbieri
Erica Barbieri (La Spezia, 2 de marzo de 1981) es una deportista italiana que compitió en judo. Ganó una medalla de bronce en el Campeonato Europeo de Judo de 2011, en la categoría de –70 kg.

## Palmarés internacional
| Campeonato Europeo | Campeonato Europeo | Campeonato Europeo | Campeonato Europeo |
| Año                | Lugar              | Medalla            | Categoría          |
| ------------------ | ------------------ | ------------------ | ------------------ |
| 2011               | Estambul (Turquía) | Medalla de bronce  | –70 kg             |